# Bandiera centrale destra di Qahar
La bandiera centrale destra di Qahar (察哈尔右翼中旗S, Cháhā'ěr Yòuyì ZhōngqíP) è una bandiera della Mongolia Interna, regione autonoma della Cina. Essa è amministrata dalla prefettura di Ulaan Chab.